# 六氟化锇
六氟化锇是锇元素与氟元素形成的一种无机化合物，化学式为OsF6，它也是已知的17种二元六氟化物之一。

## 制备
六氟化锇可由金属锇与过量的氟气在300 °C下直接化合制得：
{\displaystyle \mathrm {Os+3\ F_{2}{\xrightarrow {300^{o}C}}OsF_{6}} }

## 性质
六氟化锇是一种黄色晶体，熔点为33.4 °C，沸点为47.5 °C。在−140 °C是测得它的固态结构为正交晶系晶体，空间群为Pnma。晶胞参数a = 9.387 Å，b = 8.543 Å，而c = 4.944 Å。每个晶胞中有四个化学式单位的六氟化锇（这里是四个六氟化锇分子），密度则是5.09 g·cm−3。
六氟化锇分子本身（气态或液态的主要存在形式）具有八面体空间构型，点群为Oh。其中Os–F键的键长为1.827 Å。
六氟化锇部分水解生成四氟一氧化锇（OsOF4）。

## 扩展阅读
- Gmelins Handbuch der anorganischen Chemie, System Nr. 53, Osmium, Supplement Volume 1, pp. 111–114.